# Gonocarpus montanus
Gonocarpus montanus är en slingeväxtart som först beskrevs av Hook. f, och fick sitt nu gällande namn av Anthony Edward Orchard. Gonocarpus montanus ingår i släktet Gonocarpus och familjen slingeväxter. Inga underarter finns listade i Catalogue of Life.